# Grand Prix automobile d'Émilie-Romagne 2024
GP précédent GP suivant
Le Grand Prix automobile d'Émilie-Romagne 2024 (Formula 1 MSC Cruises Gran Premio del Made in Italy e dell'Emilia-Romagna 2024), disputé le 19 mai 2024 sur l'Autodromo Enzo e Dino Ferrari d'Imola est la 1108e épreuve du championnat du monde de Formule 1 courue depuis 1950. Il s'agit de la quatrième édition du Grand Prix d'Émilie-Romagne comptant pour le championnat du monde de Formule 1, et de la septième manche du championnat 2024. Le Grand Prix n'avait pas pu être disputé en 2023 à cause de graves inondations dans la région. 
Si les difficultés rencontrées par Max Verstappen au volant de sa RB20 sur le tracé romagnol lors des essais libres laissent imaginer une qualification plus ouverte et la possibilité offerte aux McLaren ou aux Ferrari de jouer le premier rôle, il n'en est finalement rien. Le triple champion du monde et homme fort de la saison en cours domine les trois phases qualificatives et réalise sa septième pole position consécutive, la trente-neuvième de sa carrière, restant invaincu dans cet exercice cette saison. Les McLaren MCL38 démontrent leur niveau de performance, avec Lando Norris, deuxième sur la grille, prenant la place d'Oscar Piastri (à 74 millièmes de seconde du Néerlandais en Q3) pénalisé d'un recul de trois places pour avoir gêné Kevin Magnussen en Q1. Charles Leclerc et son coéquipier Carlos Sainz composent une deuxième ligne Ferrari, devant Piastri et George Russell qui s'élancent de la troisième ligne. Yuki Tsunoda, septième, part en quatrième ligne, devant Lewis Hamilton. Pour la première fois en Q3 en 2024, Daniel Ricciardo partage la cinquième ligne avec Nico Hülkenberg.
Max Verstappen remporte sa cinquième victoire de la saison, la cinquante-neuvième de sa carrière, mais dans la difficulté car il doit composer avec la dégradation de ses pneus en fin de course et résister au retour de Lando Norris qui franchit la ligne d'arrivée, aileron arrière mobile ouvert, à seulement 725 millièmes de seconde. Charles Leclerc qui n'a pas pu se mêler à cette lutte finale, finit sur le podium, à sept secondes.
Le début de course ressemble à beaucoup d'épreuves disputées depuis 2022 : Verstappen s'élance en tête et creuse, dès le premier relais, un écart qui lui permet de rouler à sa main sans être menacé. Ainsi, il tient facilement Norris à un peu plus de six secondes, suivi par Leclerc et Sainz qui doit défendre sa quatrième place face à Piastri, très pressant. Les Mercedes roulent de concert derrière, sans pouvoir espérer mieux, et Pérez démontre à nouveau que la Red Bull RB20 n'a pas le même rendement entre ses mains. Les changements de pneus modifient la donne, à commencer par la quatrième place subtilisée par Piastri à Sainz grâce à un undercut parfaitement maîtrisé. 
Verstappen, les McLaren et les Ferrari connaissent une deuxième partie de course liée à la bonne tenue des gommes dures chaussées lors du second relais. Ainsi, Leclerc se rapproche de Norris jusqu'à pouvoir ouvrir son DRS, puis décroche quand le Britannique hausse son rythme pour partir chasser Verstappen qui se plaint d'une dégradation excessive de ses pneumatiques : il glisse au point de risquer une pénalité pour trop de dépassements des limites de la piste. Norris, qui n'a pas ce problème, comble les six secondes d'écart pour animer, dans les dix derniers tours, une course assez avare en spectacle. Le pilote McLaren ouvre son aileron mobile dans la dernière ligne droite mais échoue sous le drapeau à damier à dépasser Verstappen. Les Mercedes d' Hamilton, sixième, et de Russell, septième après avoir effectué un arrêt supplémentaire pour s'attribuer le point bonus du meilleur tour dans sa cinquante-quatrième boucle, finissent loin du vainqueur, des McLaren et des Ferrari. Pérez, auteur d'une course insipide, termine huitième. Stroll, dernier pilote dans le tour du vainqueur, se classe neuvième devant Tsunoda qui prend le dernier point restant.
Au championnat, Verstappen (161 points) devance désormais, de 48 points, Leclerc (113 points) qui n'est pas sorti des quatre premiers en sept courses, et  qui prend le dessus sur Pérez (107 points). Ce dernier n'a plus que six points d'avance sur Norris (101 points), suivi de Sainz (93 points). Plus loin, Piastri (53 points) est sixième devant Russell (44 points), Hamilton (35 points), Alonso (33 points) et Tsunoda, dixième avec 15 points. Chez les constructeurs, Red Bull (268 points) conserve une confortable avance sur Ferrari (212 points) dont la deuxième place n'est pas menacée par McLaren (154 points) solide troisième. Mercedes, qui ne compte au mieux qu'une cinquième place en course cette saison, navigue en quatrième position (79 points), suivie d'Aston Martin (44 points), Racing Bulls (20 points), Haas (7 points) et Alpine (1 point) ; en fond de classement évoluent Williams et Kick Sauber qui n'ont pas marqué.

## Pneus disponibles
| Pneus pour piste sèche | Pneus pour piste sèche | Pneus pour piste sèche | Pneus pluie    | Pneus pluie |
| ---------------------- | ---------------------- | ---------------------- | -------------- | ----------- |
| Durs (Type C3)         | Medium (Type C4)       | Tendres (Type C5)      | Intermédiaires | Pluie       |

## Essais libres

### Première séance, le vendredi de 13 h 30 à 14 h 30
| Pos. | Pilote           | Voiture                 | Chrono         | Écart     |
| ---- | ---------------- | ----------------------- | -------------- | --------- |
| 1    | Charles Leclerc  | Ferrari                 | 1 min 16 s 990 |           |
| 2    | George Russell   | Mercedes                | 1 min 17 s 094 | + 0 s 104 |
| 3    | Carlos Sainz Jr. | Ferrari                 | 1 min 17 s 120 | + 0 s 130 |
| 4    | Sergio Pérez     | Red Bull-Honda RBPT     | 1 min 17 s 233 | + 0 s 243 |
| 5    | Max Verstappen   | Red Bull-Honda RBPT     | 1 min 17 s 240 | + 0 s 250 |
| 6    | Yuki Tsunoda     | Racing Bulls-Honda RBPT | 1 min 17 s 388 | + 0 s 398 |

- Oliver Bearman, pilote d'essai pour Haas F1 Team, remplace Kevin Magnussen lors de cette séance ; il réalise le quinzième temps[3].

### Deuxième séance, le vendredi de 17 h à 18 h
| Pos. | Pilote           | Voiture                 | Chrono         | Écart     |
| ---- | ---------------- | ----------------------- | -------------- | --------- |
| 1    | Charles Leclerc  | Ferrari                 | 1 min 15 s 906 |           |
| 2    | Oscar Piastri    | McLaren-Mercedes        | 1 min 16 s 098 | + 0 s 192 |
| 3    | Yuki Tsunoda     | Racing Bulls-Honda RBPT | 1 min 16 s 286 | + 0 s 380 |
| 4    | Lewis Hamilton   | Mercedes                | 1 min 16 s 297 | + 0 s 391 |
| 5    | George Russell   | Mercedes                | 1 min 16 s 311 | + 0 s 405 |
| 6    | Carlos Sainz Jr. | Ferrari                 | 1 min 16 s 423 | + 0 s 517 |

### Troisième séance, le samedi de 12 h 30 à 13 h 30
| Pos. | Pilote           | Voiture             | Chrono         | Écart     |
| ---- | ---------------- | ------------------- | -------------- | --------- |
| 1    | Oscar Piastri    | McLaren-Mercedes    | 1 min 15 s 529 |           |
| 2    | Lando Norris     | McLaren-Mercedes    | 1 min 15 s 829 | + 0 s 300 |
| 3    | Carlos Sainz Jr. | Ferrari             | 1 min 16 s 067 | + 0 s 538 |
| 4    | Charles Leclerc  | Ferrari             | 1 min 16 s 087 | + 0 s 558 |
| 5    | George Russell   | Mercedes            | 1 min 16 s 095 | + 0 s 566 |
| 6    | Max Verstappen   | Red Bull-Honda RBPT | 1 min 16 s 366 | + 0 s 837 |

- La session est interrompue à la mi-séance à cause d'une sortie de piste de Fernando Alonso qui tape le mur à Rivazza[6] ;
- La séance est à nouveau interrompue à cinq minutes du terme lorsque Sergio Pérez, dans un tour rapide, perd le contrôle de sa voiture sur un vibreur et tape le mur ; elle est relancée pour deux minutes[6].

## Séance de qualifications

### Résultats des qualifications
| Pos. | Pilote           | Écurie                  | Qualifications 1 | Qualifications 2 | Qualifications 3 |
| --- | ---------------- | ----------------------- | ---------------- | ---------------- | ---------------- |
| 1 | Max Verstappen   | Red Bull-Honda RBPT     | 1 min 15 s 762   | 1 min 15 s 176   | 1 min 14 s 746   |
| 2 | Oscar Piastri    | McLaren-Mercedes        | 1 min 15 s 940   | 1 min 15 s 407   | 1 min 14 s 820   |
| 3 | Lando Norris     | McLaren-Mercedes        | 1 min 15 s 915   | 1 min 15 s 371   | 1 min 14 s 837   |
| 4 | Charles Leclerc  | Ferrari                 | 1 min 15 s 823   | 1 min 15 s 328   | 1 min 14 s 970   |
| 5 | Carlos Sainz Jr. | Ferrari                 | 1 min 16 s 015   | 1 min 15 s 512   | 1 min 15 s 233   |
| 6 | George Russell   | Mercedes                | 1 min 16 s 107   | 1 min 15 s 671   | 1 min 15 s 234   |
| 7 | Yuki Tsunoda     | Racing Bulls-Honda RBPT | 1 min 15 s 894   | 1 min 15 s 358   | 1 min 15 s 465   |
| 8 | Lewis Hamilton   | Mercedes                | 1 min 16 s 604   | 1 min 15 s 677   | 1 min 15 s 504   |
| 9 | Daniel Ricciardo | Racing Bulls-Honda RBPT | 1 min 16 s 060   | 1 min 15 s 691   | 1 min 15 s 674   |
| 10 | Nico Hülkenberg  | Haas-Ferrari            | 1 min 15 s 841   | 1 min 15 s 569   | 1 min 15 s 980   |
| 11 | Sergio Pérez     | Red Bull-Honda RBPT     | 1 min 16 s 404   | 1 min 15 s 706   |                  |
| 12 | Esteban Ocon     | Alpine-Renault          | 1 min 16 s 361   | 1 min 15 s 906   |                  |
| 13 | Lance Stroll     | Aston Martin-Mercedes   | 1 min 16 s 458   | 1 min 15 s 992   |                  |
| 14 | Alexander Albon  | Williams-Mercedes       | 1 min 16 s 524   | 1 min 16 s 200   |                  |
| 15 | Pierre Gasly     | Alpine-Renault          | 1 min 16 s 015   | 1 min 16 s 381   |                  |
| 16 | Valtteri Bottas  | Kick Sauber-Ferrari     | 1 min 16 s 626   |                  |                  |
| 17 | Zhou Guanyu      | Kick Sauber-Ferrari     | 1 min 16 s 834   |                  |                  |
| 18 | Kevin Magnussen  | Haas-Ferrari            | 1 min 16 s 854   |                  |                  |
| 19 | Fernando Alonso  | Aston Martin-Mercedes   | 1 min 16 s 917   |                  |                  |
| Temps minimal à réaliser pour la qualification : 1 min 21 s 065 (107 % du meilleur temps en Q1 : 1 min 15 s 762) |                  |                         |                  |                  |                  |
| Nq. | Logan Sargeant   | Williams-Mercedes       | Pas de temps     |                  |                  |

### Grille de départ
- Oscar Piastri, auteur du deuxième temps, est pénalisé d'un recul de trois places sur la grille pour avoir gêné Kevin Magnussen lors de la première phase des qualifications ; il s'élance cinquième[8],[9].
- Logan Sargeant, initialement non qualifié (son temps a été annulé), est repêché par les commissaires et autorisé à prendre le départ depuis la dernière place de la grille[8],[10].
- Fernando Alonso, auteur du dix-neuvième temps, est pénalisé d'un départ depuis la voie des stands après un changement de réglage de suspension durant la procédure de parc fermé[11].

## Course

### Classement de la course
| Pos. | no | Pilote           | Écurie                  | Tours | Temps/Abandon                      | Grille  | Points |
| ---- | -- | ---------------- | ----------------------- | ----- | ---------------------------------- | ------- | ------ |
| 1    | 1  | Max Verstappen   | Red Bull-Honda RBPT     | 63    | 1 h 25 min 25 s 252 (217,077 km/h) | 1       | 25     |
| 2    | 4  | Lando Norris     | McLaren-Mercedes        | 63    | + 0 s 725                          | 2       | 18     |
| 3    | 16 | Charles Leclerc  | Ferrari                 | 63    | + 7 s 916                          | 3       | 15     |
| 4    | 81 | Oscar Piastri    | McLaren-Mercedes        | 63    | + 14 s 132                         | 5       | 12     |
| 5    | 55 | Carlos Sainz Jr. | Ferrari                 | 63    | + 22 s 325                         | 4       | 10     |
| 6    | 44 | Lewis Hamilton   | Mercedes                | 63    | + 35 s 104                         | 8       | 8      |
| 7    | 63 | George Russell   | Mercedes                | 63    | + 47 s 154                         | 6       | 6 + 1  |
| 8    | 11 | Sergio Pérez     | Red Bull-Honda RBPT     | 63    | + 54 s 776                         | 11      | 4      |
| 9    | 18 | Lance Stroll     | Aston Martin-Mercedes   | 63    | + 1 min 19 s 556                   | 13      | 2      |
| 10   | 22 | Yuki Tsunoda     | Racing Bulls-Honda RBPT | 62    | + 1 tour                           | 7       | 1      |
| 11   | 27 | Nico Hülkenberg  | Haas-Ferrari            | 62    | + 1 tour                           | 10      |        |
| 12   | 20 | Kevin Magnussen  | Haas-Ferrari            | 62    | + 1 tour                           | 18      |        |
| 13   | 3  | Daniel Ricciardo | Racing Bulls-Honda RBPT | 62    | + 1 tour                           | 9       |        |
| 14   | 31 | Esteban Ocon     | Alpine-Renault          | 62    | + 1 tour                           | 12      |        |
| 15   | 24 | Zhou Guanyu      | Kick Sauber-Ferrari     | 62    | + 1 tour                           | 17      |        |
| 16   | 10 | Pierre Gasly     | Alpine-Renault          | 62    | + 1 tour                           | 15      |        |
| 17   | 2  | Logan Sargeant   | Williams-Mercedes       | 62    | + 1 tour                           | 19      |        |
| 18   | 77 | Valtteri Bottas  | Kick Sauber-Ferrari     | 62    | + 1 tour                           | 16      |        |
| 19   | 14 | Fernando Alonso  | Aston Martin-Mercedes   | 62    | + 1 tour                           | Pitlane |        |
| Abd. | 23 | Alexander Albon  | Williams-Mercedes       | 51    | Retrait volontaire                 | 14      |        |

### Pole position et record du tour
- Pole position :  Max Verstappen (Red Bull-Honda RBPT) en 1 min 14 s 746 (236,432 km/h)[13].
- Meilleur tour en course :  George Russell (Mercedes) en 1 min 18 s 589 (224,871 km/h) au cinquante-quatrième tour ; septième de la course, il remporte le point bonus associé[14].

### Tours en tête
- Max Verstappen (Red Bull-Honda RBPT) : 60 tours (1-24 / 28-63) [15]
- Carlos Sainz Jr. (Ferrari) :  3 tours (25-27).

## Classements généraux à l'issue de la course
| Pos. | Pilote           | Écurie                  | Points |
| ---- | ---------------- | ----------------------- | ------ |
| 1    | Max Verstappen   | Red Bull-Honda RBPT     | 161    |
| 2    | Charles Leclerc  | Ferrari                 | 113    |
| 3    | Sergio Pérez     | Red Bull-Honda RBPT     | 107    |
| 4    | Lando Norris     | McLaren-Mercedes        | 101    |
| 5    | Carlos Sainz Jr. | Ferrari                 | 93     |
| 6    | Oscar Piastri    | McLaren-Mercedes        | 53     |
| 7    | George Russell   | Mercedes                | 44     |
| 8    | Lewis Hamilton   | Mercedes                | 35     |
| 9    | Fernando Alonso  | Aston Martin-Mercedes   | 33     |
| 10   | Yuki Tsunoda     | Racing Bulls-Honda RBPT | 15     |
| 11   | Lance Stroll     | Aston Martin-Mercedes   | 11     |
| 12   | Oliver Bearman   | Ferrari                 | 6      |
| 13   | Nico Hulkenberg  | Haas-Ferrari            | 6      |
| 14   | Daniel Ricciardo | Racing Bulls-Honda RBPT | 5      |
| 15   | Esteban Ocon     | Alpine-Renault          | 1      |
| 16   | Kevin Magnussen  | Haas-Ferrari            | 1      |

| Pos. | Écurie                  | Points |
| ---- | ----------------------- | ------ |
| 1    | Red Bull-Honda RBPT     | 268    |
| 2    | Ferrari                 | 212    |
| 3    | McLaren-Mercedes        | 154    |
| 4    | Mercedes                | 79     |
| 5    | Aston Martin-Mercedes   | 44     |
| 6    | Racing Bulls-Honda RBPT | 20     |
| 7    | Haas-Ferrari            | 7      |
| 8    | Alpine-Renault          | 1      |

## Statistiques
Le Grand Prix automobile d'Émilie-Romagne 2024 représente :
- la 39e pole position de Max Verstappen, invaincu dans cet exercice cette saison après sept Grands Prix[18] ;
- la 59e victoire de Max Verstappen, sa cinquième de la saison[19] ;
- la 118e victoire de Red Bull Racing[20],[21] ;
- la 26e victoire de Honda RBPT en tant que motoriste[22] ;
- le 300e Grand Prix de Mercedes[23].

Au cours de ce Grand Prix :
- Max Verstappen, en réalisant une 8e pole position consécutive, égale le record établi par Ayrton Senna entre le Grand Prix d'Espagne 1988 et le Grand Prix des États-Unis 1989[24] ;
- Max Verstappen, en réalisant une 7e pole position consécutive en début de saison, égale le record établi par Alain Prost en 1993[25] ;
- Lando Norris est élu « pilote du jour » à l'issue d'un vote organisé sur le site officiel de la Formule 1[26] ;
- Vitantonio Liuzzi (80 départs en Grands Prix entre 2005 et 2011, 26 points inscrits) est nommé conseiller par la FIA pour aider dans leurs jugements le groupe des commissaires de course[27].